# پرتاژ

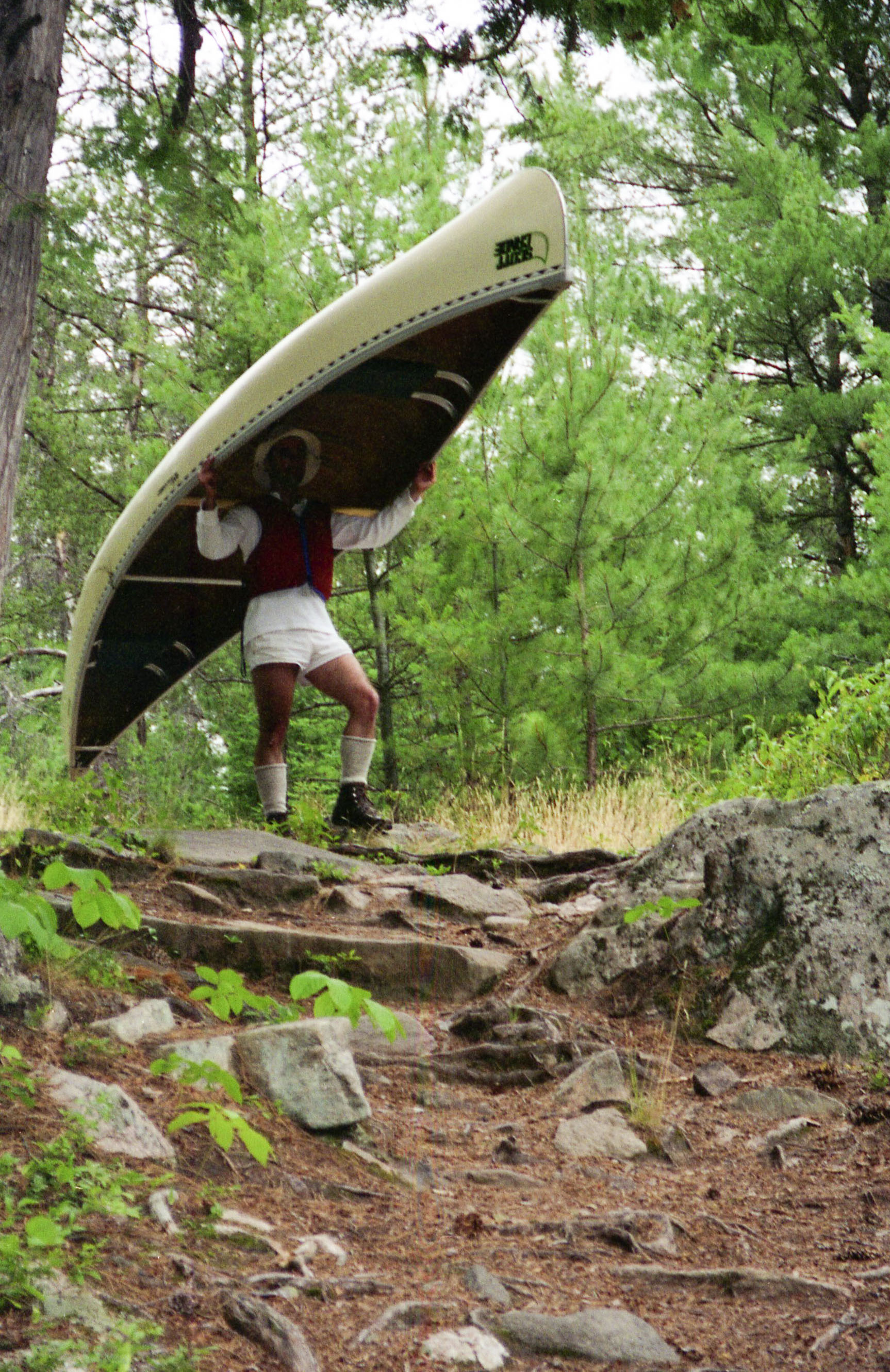
پرتاژ یک قایق در پارک آلگانکوین

پرتاژ (porter) عمل حمل قایق یا کشتی یا محموله‌های آن بر روی زمین است، یا در اطراف یک مانع در یک رودخانه، یا بین دو محل آب. مسیری که در آن اقلام به‌طور منظم بین آب‌ها حمل می‌شوند، پرتاژ نیز نامیده می‌شود. این اصطلاح از زبان فرانسوی گرفته شده است، جایی که porter به معنای «حمل کردن» است، مانند «قابل حمل». در کانادا گاهی از اصطلاح «محل حمل» استفاده می‌شد.